# NGC 4640
NGC 4640 est une petite galaxie lenticulaire située dans la constellation de la Vierge. Sa vitesse par rapport au fond diffus cosmologique est de 2 000 ± 23 km/s, ce qui correspond à une distance de Hubble de 29,5 ± 2,1 Mpc (∼96,2 millions d'al). NGC 4640 a été découverte par l'astronome germano-britannique Lewis Swift en 1887.
Le début d'un bras spiral n'est même pas visible sur l'image du relevé SDSS. La classification de galaxie lenticulaire par la base de données HyperLeda semble être la seule qui soit adéquate dans les sources consultées.
NGC 4640 présente une large raie HI.
Bien que NGC 4640 ne figure dans aucun groupe des sources consultées, sa désignation VCC 1949 (Virgo Cluster Catalogue) indique qu'elle fait partie de l'amas de la Vierge.